# Oglodak
Oglodak (en anglès Oglodak Island) és una petita illa deshabitada del grup de les illes Andreanof, a les illes Aleutianes, Alaska. Es troba a l'oest de l'illa d'Atka i a l'est de Tagalak. Té una longitud aproximada de 2 km. La seva superfície és de tan sols 3,5 km². L'alçada màxima és de 151 metres sobre el nivell del mar.